# Keur Massar (Département)

Karte der Region Dakar, Keur Massar in Gelbtönen

Das Département Keur Massar mit Sitz in Keur Massar Nord ist eines von fünf Départements des Senegal, in die die Metropolregion Dakar gegliedert ist. Es liegt als Küstendépartement im zentralen Westen Senegals an der Grande-Côte.
Das Département hat eine Fläche von 45,64 km². Mit Décret n°2021-687 vom 28. Mai 2021 erhielt das Arrondissement des Niayes durch den Präsidenten der Republik unter dem Namen „Département de Keur Massar“ den Rang eines Départements und wurde somit aus dem Département Pikine ausgegliedert. Ferner wurde aus dem Département Rufisque die Stadt Jaxaay-Parcelles dem neu geschaffenen Département zugeordnet.
Anders als die Départements Dakar, Guédiawaye und Pikine aber ebenso wie das Département Rufisque erhielt das Département Keur Massar einen gewählten Départementsrat (Conseil départemental), weil die dortigen sechs „Communes“ nicht zu einer Großstadt („Ville“) zusammengefasst worden sind.

## Bevölkerung
Volkszählungen ergaben für das Gebiet des Départements jeweils folgende Einwohnerzahlen:
| Jahr | Einwohner |
| ---- | --------- |
| 2002 | 256.058   |
| 2013 | 524.060   |
| 2023 | 770.314   |

Die Zahl für 2002 entspricht der des Arrondissement des Niayes, ebenso für 2013, allerdings vermehrt um die Einwohnerzahl von Jaxaay-Parcelles-Niakoul Rap im Nachbardépartement Rufisque.

## Gliederung
Das Département hatte 2023 eine Fläche von 45,64 Quadratkilometern. Administrativ besteht es aus drei Arrondissements, die wiederum in sechs communes (städtische Gemeinden) unterteilt sind:
| Teilgebiet                 | Fläche km² | Einwohner 2023 |
| -------------------------- | ---------- | -------------- |
| Arrondissement de Malika   | 24,030     | 281.472        |
| Malika                     | 10,850     | 56.707         |
| Keur Massar Nord           | 13,180     | 224.765        |
| Arrondissement de Jaxaay   | 11,949     | 176.398        |
| Keur Massar Sud            | 5,249      | 105.362        |
| Jaxaay-Parcelles           | 6,700      | 71.036         |
| Arrondissement de Yeumbeul | 9,658      | 312.444        |
| Yeumbeul Nord              | 7,047      | 204.375        |
| Yeumbeul Sud               | 2,611      | 108.069        |
| Département zusammen       | 45,637     | 770.314        |